# Институционална етнографија
Институционална етнографија је истраживачка платформа посредством које се лична искуства појединаца користе како би се открили односи моћи и остале карактеристике институција у којима појединци функционишу, односно проучава односе између појединаца и институција.
Овакво истраживање се нарочито може користити у ситуацији када је нека група маргинализована и стигматизована свеукупним друштвеним односима. Институционална етнографија је слична етнометодологији по томе што полази од појединца и његовог искуства како би дошла до друштвено институционализованих пракси.
Институционалну етнографију је израдила Дороти Смит.